# CBS News
CBS News är det amerikanska tv-bolaget CBS landstäckande nyhetsredaktion med säte i CBS Broadcast Center i New York.
Från april 2021 ingår även de lokala CBS-stationernas nyhetsredaktioner i samma företagsenhet som den landstäckande nyhetsredaktionen.

## Program
Bland de program som produceras av CBS News kan nämnas:
- CBS Evening News, nyhetsredaktionens huvudsändning på kvällstid. Norah O'Donnell är från 2019 ordinarie nyhetsankaret på vardagar.[2]
- CBS This Morning, TV-morgonprogram som sänds måndag-lördag.
- 60 Minutes, nyhetsmagasin.
- Face the Nation, veckomagasin på söndagar.